# Oscar Sala
Oscar Sala (né le 26 mars 1922 à Milan, Italie, décédé le 2 janvier 2010 à São Paulo, Brésil), est un physicien nucléaire italo-brésilien et un important leader scientifique, professeur émérite de l'Institut de physique de l'Université de São Paulo.

## Jeunesse et éducation
Sala est diplômé en physique en 1943, à l'Université de São Paulo, alors récemment créée, à São Paulo, au Brésil. Le Département de Physique de la Faculté de Philosophie, Sciences et Lettres a été créé avec deux éminents physiciens italiens, Gleb Wataghin et Giuseppe Occhialini, spécialisés dans la recherche sur le rayonnement cosmique. Il est contemporain d'une brillante génération de jeunes physiciens brésiliens, tels que César Lattes, José Leite Lopes, Mário Schenberg, Roberto Salmeron, Marcelo Damy et Jayme Tiomno. Alors qu'il est encore étudiant, Oscar Sala commence un travail de recherche avec le groupe. En 1945, Sala publie avec Wataghin un article important sur les gerbes de particules nucléaires pénétrantes.

## Carrière universitaire
Peu de temps après l'obtention de son diplôme, il est embauché comme assistant d'enseignement par la Chaire de physique générale et expérimentale, dirigée par Marcelo Damy de Souza Santos. Toute sa carrière scientifique et pédagogique se déroule dans la même institution, qui devient plus tard l'Institut de physique. À ce nouveau poste, Sala est chef du Département de physique nucléaire (1970-1979 et 1983-1987).
En 1946, Oscar Sala reçoit une bourse de la Fondation Rockefeller et part étudier aux États-Unis, d'abord à l'Université de l'Illinois à Urbana-Champaign, puis, en 1948, à l'Université du Wisconsin à Madison. Là, il participe au développement d'accélérateurs de particules électrostatiques destinés à la recherche en physique nucléaire, les premiers appareils à utiliser des faisceaux pulsés pour l'étude des réactions nucléaires avec des neutrons rapides. À son retour au Brésil, Sala est chargé d'installer et de coordonner les efforts de recherche basés sur un grand générateur électrostatique Van de Graaff. Plus tard, il participe à la construction d'un pelletron à l'Université de São Paulo (le premier en Amérique latine).
Oscar Sala est l'un des fondateurs et directeur scientifique (1959-1965) de la Fondation pour le soutien à la recherche de l'État de São Paulo (FAPESP) et président de la Société brésilienne pour l'avancement des sciences. Il est membre de l'Académie brésilienne des sciences, de l'Académie des sciences du tiers monde et de l'Académie américaine des arts et des sciences. 